# Biserica Catolică Siriacă
Biserica Catolică Siriacă este o comunitate creștină de rit siriac (numit și rit antiohian). Patriarhul acesteia poartă titlul de patriarh al Antiohiei și al tuturor sirienilor din Orient și are reședința la Beirut, în Liban. Din anul 2009 este condusă de patriarhul Ignațiu Iosif al III-lea Younan⁠(en)[traduceți]. 
Biserica Catolică Siriacă are practici comune cu Biserica Ortodoxă Siriacă. 

## Istorie
Comunitatea creștină a fost fondată în Antiohia de apostolii Simon Petru (considerat ca primul ei episcop) și Pavel din Tars, care îi sunt sfinți patroni. În diptice Biserica Antiohiei este înscrisă pe locul al treilea între Bisericile Ortodoxe, după Constantinopol și Alexandria.
În timpul primelor concilii ecumenice, Patriarhul de Antiohia deținea autoritatea asupra Diecezei Orientului, care se întindea de la Marea Mediterană până la Golful Arabiei.
În secolul al V-lea creștinii din Siria resping regulile stabilite la Conciliul de la Calcedon (451), conform căruia biserica creștină siriacă, împreună cu alte biserici din Asia și Africa ar fi erezii monofizite. În anii 1237 și 1247 s-au făcut încercări de unire cu Roma, însă nu a fost cu succes.
Mulți sirieni s-au convertit la catolicism, în anul 1626, odată cu stabilirea călugărilor capucini și iezuiți la Alep.
În anul 1656 Andrew Akhidjan, preot siriaco-catolic, a fost ales episcop de Alep și patriarh al tuturor sirienilor. Cu toate acestea, după el nu a avut loc o succesiune a episcopilor catolici, din cauza situației vitrege a relațiilor dintre catolici și creștinii care nu aparțin Conciliului de la Calcedon.
În timpul cruciadelor relațiile care au existat între episcopii catolici și cei ortodocși sirieni au fost destul de bune, unii episcopi luând în considerare și unirea cu Roma.
Conducerea otomană prefera ortodoxismul oriental neunit cu Roma în locul celui unit, astfel că în secolul 18 creștinii catolici sirieni au fost persecutați, mult timp neavând niciun episcop și fiind împinși să-și desfășoare activitatea în secret și să-și mențină activitatea ascunsă.
În anul 1782 marele sinod ortodox sirian l-a ales patriarh pe mitropolitul Michel Jaweh din Alep. La scurt timp după ce a fost ales a declarat că recunoaște primatul papal, s-a refugiat în Liban și a construit mănăstirea „Our Lady of Shafah”. După Jawah a urmat o succesiune neîntreruptă de patriarhi siriaco-catolici.
În 1829 divanul otoman a acordat recunoașterea legală bisericii siriaco-catolice, iar reședința patriarhului s-a stabilit la Alep în 1831, apoi s-a mutat la Mardin în 1850.
În anii 1920 patriarhia a fost mutată la Beirut, unde au plecat și mulți sirieni catolici.

## Patriarhul
Primul nume al patriarhului este Ignațiu (Ignatie), în continuarea tradiției sfântului Ignatie al Antiohiei. Sinodul de la Shafah din 1888 a decis că preoții siriaco-catolici trebuie să fie celibatari, însă în practică cei mai mulți preoți sunt căsătoriți. La Shafah este și o imprimerie și se organizează seminarii.
Cei mai mulți adepți ai bisericii siriace catolice sunt în Siria, Liban și Irak. Limba de predică din aceste zone este araba, deși uneori se mai folosește și siriaca.

## Biserica
O comunitate de călugărițe a fost fondată de către patriarhul de atunci, comunitatea purtând numele de „Surorile Efraimite”, „Daughters of Mother Mercy”. Această comunitate s-a descompus în timpul primului război mondial, dar a fost reînființată în 1958. Începând cu 1970 a avut în subordine orfelinatul Sf. Iosif din Batha, din Liban, care adăpostea fete orfane. Acum ordinul există și în SUA și Canada, activitatea lor este în continuare centralizată pe protecția copilului, dar și pe cei care cer ajutor ca fiind victime ale abuzurilor.
În 1995 a fost fondată o dieceză pentru catolicii sirieni în Statele Unite ale Americii și Canada. Se numește „Our Lady of Deliverance of Newark”.
Primul episcop a fost Iosif Yunan.
Din 2001 până în (25 ian) patriarhul sirian a fost Ignațiu Petru VIII, Papa Benedict al XVI-lea i-a acceptat demisia.
Pe 20 ianuarie 2009, la o întâlnire care a avut loc la Roma, a fost ales episcopul Iosif Yunan (Ignațiu Iosif III Yunan), de la eparhia din SUA.

## Jurisdicție
Eparhia siriacă catolică Our Lady of Deliverance din Statele Unite și Canada are 11 parohii, situate în SUA respectiv în Canada. 

### Episcopii
- Eparhia Patriarhală din Beirut, Liban
- Arhieparhia Metropolitană de la Damasc, Siria
- Arhieparhia Metropolitană de la Homs, Siria
- Arhieparhia de la Alep, Siria
- Arhieparhia de la Hassake-Nisibe, Siria
- Arhieparhia de la Mossul, Irak
- Arieparhia de la Bagdad, Irak
- Eparhia de la Cairo, Egipt, cu jurisdicție și în Sudan respectiv în Sudanul de Sud
- Eparhia Our Lady of Deliverance de la Newark, New Jersey

### Exarhate
- Exarhatul Apostolic pentru Venezuela
- Exarhatul Patriarhal din Turcia
- Exarhatul Patriarhal de la Basra, Irak și Golf
- Exarhatul Patriarhal de la Ierusalim și Amman, Iordania

## Filmografie
- Robert Alaux, Les derniers Assyriens, Paris, 2003 (film documentar despre bisericile de rit siriac).